# Svetlana Tolstaja
Svetlana Nikolajevna Tolstaja (Russisch: Светлана Николаевна Толстая) (Alma-Ata, 9 augustus 1971) is een atleet uit Kazachstan.
Op de Olympische Zomerspelen van Atlanta in 1996 nam zij deel aan het onderdeel 10 km snelwandelen. Op de drie volgende Olympische Zomerspelen, in 2000, 2004 en 2008 nam zij deel aan het onderdeel 20 km snelwandelen.
Op de Asian Games in 1998 in Bangkok behaalde ze een bronzen medaille op het onderdeel 10 km snelwandelen, en op de Asian Games in Busan in 2002 behaalde ze een bronzen medaille op het onderdeel 20 kilometer snelwandelen.
- World Athletics: 14288732